# 里斯本丸
30°13′48″N 122°45′55″E / 30.23000°N 122.76528°E
里斯本丸（日语：りすぼん丸）是一艘日本客貨輪，於1920年5月31日在橫濱船塢下水，隸屬日本郵船，船長120米、寬18米、排水量7,152公噸。在第二次世界大戰期間被用作運載戰俘的船隻，主要來往日本與中國之间。1942年10月1日被美国海军潜艇“石斑鱼”号发射的鱼雷击中后沉没。

## 沉沒
1941年聖誕夜日軍攻佔香港，逾萬名包括英國、加拿大、澳大利亚及英属印度等國的士兵頓成戰俘，分別被關押在馬頭涌、深水埗、赤柱及北角的四個戰俘營內。翌年秋季日軍將戰俘分批送回日本當苦役。1942年9月25日日軍將1,816名囚禁於深水埗戰俘營，主要為英國籍的戰俘驅趕登上停泊在昂船洲的武裝客貨輪「里斯本丸」，全部人被迫擠在三個狹小的貨艙內，船上並載有778名日軍看守戰俘，兩日後啟航前往日本。
「里斯本丸」於10月1日駛抵浙江舟山對開海面，由於並無標示是運載戰俘的船隻，遭到美國太平洋艦隊潛艇部隊第81分隊的「鱸魚號潛艇」發射魚雷擊中。當天下午日本海軍的驅逐艦「栗號」趕到將「里斯本丸」上部分的日本軍人先行轉移到艦上，稍後另一艘日本運輸船「豐國丸」（Toyokuni Maru）到達把剩餘的日軍官兵轉移上船，只留下押送戰俘的25名衛隊及77名船員留在船上，並將「里斯本丸」拖到淺水區。為防範船上戰俘逃亡，日軍釘上木條與帆布以封閉所有艙口。10月2日載沉載浮的「里斯本丸」終於沉沒，船上各人紛紛跳海逃生，周圍船上的日軍不但沒有救援，還槍擊在海上的戰俘。

## 拯救
「里斯本丸」沉沒的地點位於定海縣東極鄉青浜島東北附近海面，最近的青浜、廟子湖兩個海島，處於舟山群島最東端的中街山列島，島上居民主要從事捕魚。隨著海難發生，兩島漁民發現海上落難人數眾多，當即自發地駕駛漁船救人。青浜島出動漁船30艘，救助44船次，營救戰俘278人，而廟子湖島出動漁船16艘，救助21船次，營救起戰俘106人。共有384名戰俘被救起，828人葬身大海，大部分生還者再被日軍捕獲，押送往上海，然後再轉乘「新生丸」（Shinsei Maru）前往日本，分別到神戶及大阪服苦役，只有三名戰俘在漁民掩護下逃出生天。

## 戰後審判
香港重光後，里斯本丸當時的船長經田茂上尉被認定為戰犯，於香港軍事法庭被判監禁七年。

## 紀念
赤柱聖士提反書院小教堂立一石碑紀念在香港保衛戰於赤柱軍營被殺的122位皇家砲兵團和里斯本丸沉沒事件中遇難的士兵。
舟山漁民拯救戰俘的事件於2006年被改編拍成電影《東極拯救》。
纪录电影《里斯本丸沉没》由方励执导完成制作，2024年开始公映。
另有一部以该事件为原型的电影《东极岛》。
浙江省舟山市東極島立一石碑以紀念所有在里斯本丸沉沒事件中死亡的戰俘。

### 引用
1. ↑  . www.singtaousa.com. 2024-12-22  [2025-01-18] （中文）.
2. ↑  . *CUP媒體. 2022-01-11  [2025-01-18] （美国英语）.
3. ↑  . www.ssc.edu.hk.   [2024-09-17]. （原始内容存档于2023-03-16）.
4. ↑  《东极拯救》21日在普陀山开机[永久]
5. ↑  . www.xhby.net. 2024-09-06  [2024-09-08]. （原始内容存档于2024-09-09）.
6. ↑  . www.news.cn.   [2025-04-08].

## 外部連結
- 里斯本丸基金
- 擊沉「里斯本丸」
- 「里斯本丸」沉沒 （页面存档备份，存于）
- 「里斯本丸」遇難者名單 （页面存档备份，存于）
- 里斯本丸留下的疑团
- 浙江首次公开日本“里斯本丸”沉船事件档案